# ديزرتيك

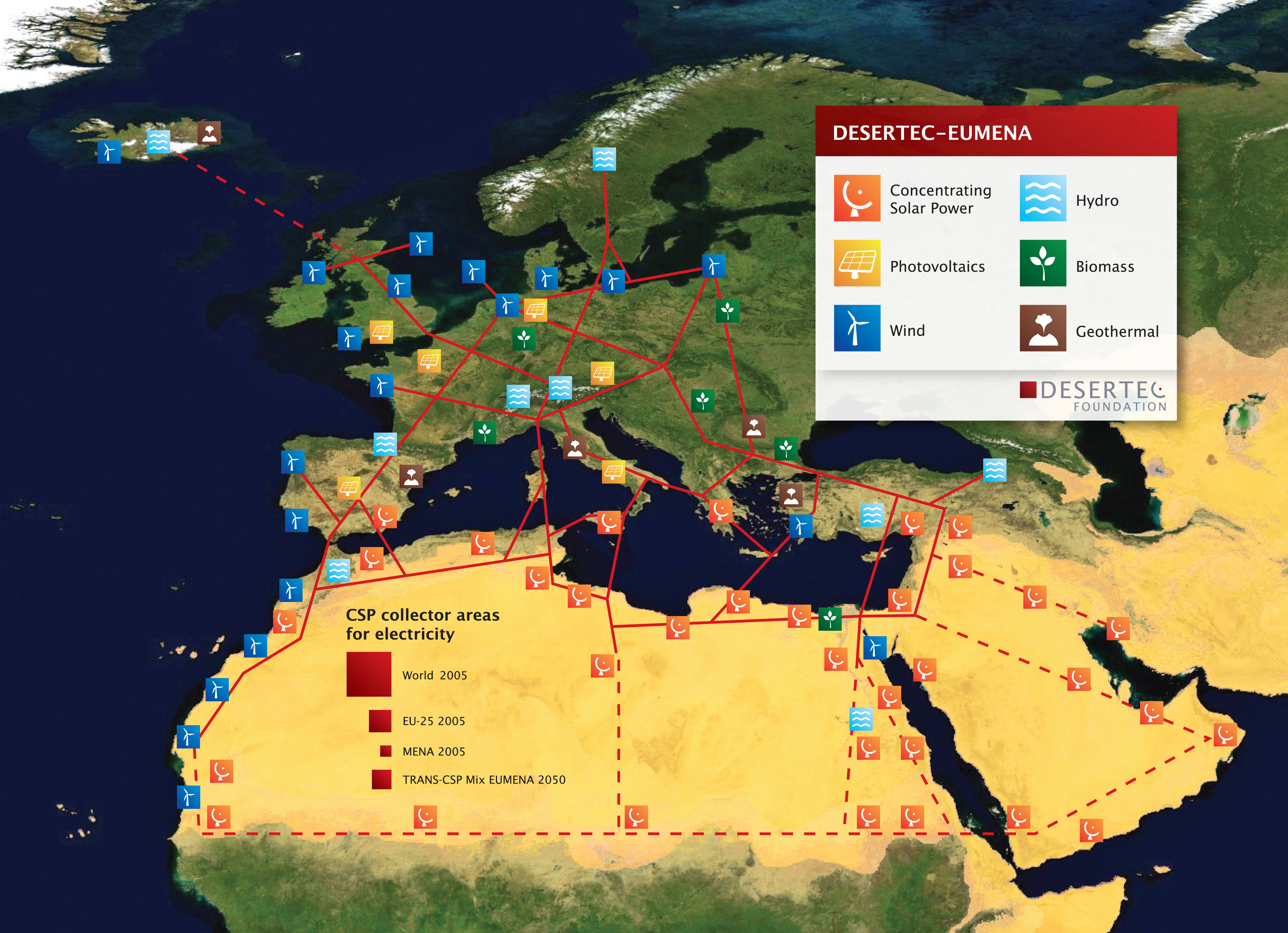
المشروع سيربط شمال أفريقيا بأوروبا

ديزرتيك (بالإنجليزية: DESERTEC)‏ مشروع للطاقة الشمسية في شمال أفريقيا مقترح من قبل مؤسسة ديزيرتيك، يعمل تحت رعاية نادي روما، وعبر البحر الأبيض المتوسط للتعاون في مجال الطاقة المتجددة. الاستثمار يتجاوز تكلفة أربعمائة مليار يورو. المشروع سيعتمد على الطاقة الشمسية الحرارية (وليس الخلايا الشمسية) على مساحة 6,500 ميلا مربعا (17,000 كم2) في الصحراء الكبرى. إنتاج الكهرباء ستستفيد منه دول أوروبية وأفريقية من خلال شبكة عظمى للكابل عالي الفولت.

## مؤسسة ديزيرتيك
أنشئت مؤسسة ديزيرتيك في 20 يناير من عام 2009 بهدف تسريع وتعزيز تنفيذ مشروع ديزيرتيك للطاقة النظيفة من الصحاري حول العالم. موسسة ديزيرتيك هي منظمة غير ربحية تمتلك مكاتب في هامبورغ وهايدلبرغ بألمانيا. تشمل مجموعة الأعضاء المؤسسين لها الرابطة الألمانية من نادي روما، العلماء الأعضاء في شبكة TREC بالإضافة إلى بعض الشخصيات من القطاع الخاص من الداعمين لفكرة ديزيرتيك.
يدير مؤسسة ديزيرتيك كل من الدكتور ثيمو غروب وهو عالم فيزياء ألماني ومن الأعضاء المؤسسين بالإضافة للدكتور اغناسيو كامبينو وهو عالم نظم حيوية تشيلي وعضو مجلس إدارة سابق في دويتشه تيليكوم.
يعمل ضمن هذه المؤسسة حوالي 30 فرداً بالإضافة إلى ممثلي الدول الأعضاء وعدد كبير جداً من الداعمين حول العالم حيث تنشط المؤسسة في تسريع تنفيذ فكرة ديزيرتيك. تنشط المؤسسة في المجالات التالية:
- دعم نقل المعرفة والتعاون العلمي بين جميع الأطراف.
- شبكة جامعة ديزيرتيك: أطلقت مؤسسة ديزيرتيك عام 2010 شبكة جامعة ديزيرتيك لتكون بمثابة منصة للتعاون العلمي والأكاديمي في منطقة الشرق الأوسط وشمال أفريقيا. دورها الأساسي يقوم على نشر التكنولوجيا وتطوير مناهج دراسية في جامعات المنطقة مختصة بمجالات الطاقة المتجددة. الأعضاء المؤسسون لها هم مؤسسة ديزيرتيك بالإضافة إلى 18 جامعة ومركز بحثي من منطقة المتوسط وشمالي أفريقيا.
- جيل الطاقات المتجددة: وهو مشروع موجه للمنظمات غير الحكومية والطلاب في كل من تونس ومصر. تم إطلاق هذا المشروع في عام 2011 بتمويل من المكتب الخارجي الفدرالي الألماني ويهدف إلى نشر الوعي حول فكرة ديزيرتيك وآثارها الإيجابية، بالإضافة إلى فهم أفضل لآليات عمل تكنولوجيا الطاقات المتجددة.
- منصة معرفة ديزيرتيك: سوف يتم إطلاقها عام 2012 بهدف تسهيل نقل المعارف والتعاون ضمن أعضاء ديزيرتيك مجاناً.
- تعزيز التعاون مع القطاع الخاص:
- مبادرة Dii GmbH الصناعية: أطلقت مؤسسة ديزيرتيك عام 2009 مبادرة Dii GmbH بالتعاون مع شركاء في كل من القطاعين الصناعي والمالي. أن Dii GmbH لن تمول بناء محطاء الطاقة، ولكن مهمتها تنحصر في أربع مجالات في منطقة أوروبا والشرق الأوسط وشمال أفريقيا وهذه المجالات هي:

تطوير خطة تنفيذية طويلة المدى تمتد حتى عام 2050 لتأمين الاستثمارات والتمويل.
القيام بأبحاث متخصصة متعمقة.
تطوير هيكيلية للاستثمارات المجدية في مجال الطاقات المتجددة وربط الشبكات في المنطقة.
التوجيه نحو مشاريع مرجعية لإثبات جدوى الفكرة.
- طاقة الرياح والطاقات المتجددة في المغرب: تم إطلاق هذه المنظمة عام 2011 بتمويل من الاتحاد الأوروبي وديزيرتيك وعدد من الشركاء من كل من العرب وألمانيا لتهيئة الشروط من أجل تسريع تطوير مشاريع طاقة الرياح والطاقات المتجددة في المملكة المغربية وذلك عن طريق تطوير المناهج التعلمية والبحثية، تشجيع الدراسات، قياسات الرياح، بناء مشاريع تجريبية والتعاون الاقتصادي.

	تشجيع تأسيس الهيئات الضرورية:
- منسقو الأقطار: تهدف شبكة ديزيرتيك من المتطوعين المحليين المؤهلين إلى بناء علاقات مع المنظمات غير الحكومية، المعاهد العلمية، والشركات في بلدانها من أجل نشر أفكار ديزيرتيك. يوجد منسقون في كل من: النمسا، بلجيكا، الصين، مصر، فرنسا، غامبيا، اليابان، المكسيك، المملكة العربية السعودية، سويسرا، تونس والمملكة المتحدة.
- التعاون مع JREF في آسيا: في آذار عام 2012 وبعد عام على كارثة فوكوشيما النووية في اليابان قامت كل من ديزيرتيك ومؤسسة اليابان للطاقات المتجددة (JREF) بالتوقيع على مذكرة تفاهم. سوف تقوم كل من المؤسستان بالتعاون في مجال نقل المعارف والتكنولوجيا وتنسيق العمل بهدف نشر الطاقات المتجددة والتأسيس لتعاون بينهما في منطقة شرق القارة الآسيوية. الهدف من ذلك هو توفير بدائل آمنة ومستدامة عن الوقود الأحفوري والطاقة النووية.
- بناء وتقييم مشاريع لتكون بمثابة نماذج:

بدأت مؤسسة ديزيرتيك في عام 2011 بتقييم مشاريع يمكن ان تكون بمثابة نماذج لديزيرتيك. أول هذه المشاريع هو TuNur وهو مشروع طاقة شمسية مركزة في تونس بقدرة 2 جيغا واط، قادر على خلق حوالي 20,000 فرصة عمل محلية بصورة مباشرة وغير مباشرة. يتضمن المشروع محطة تبريد جاف لخفض استهلاك المياه بمقدار 90%. من المتوقع أن يبدأ المشروع بتوليد الطاقة عام 2016.

## تطور المشروع
المشروع يتضمن إقامة شبكة ضخمة متصلة من المرايا لتحويل أشعة الشمس إلى طاقة حرارية تسخن زيتا خاصا يستخدم في تشغيل توربينات بخارية لتوليد كهرباء. وسيتم نقل الكهرباء بعد ذلك إلى أوروبا عبر خط كهرباء الضغط العالي الموجود حالياً بينها وبين شمال أفريقيا. ويمكن للمشروع أن يوفر حوالي 15 بالمائة من احتياجات قارة أوروبا من الكهرباء. من المتوقع الحصول على 20 جيجاوات (غيغاواط) بحلول عام 2020 و 100 غيغاواط بحلول عام 2050. انعقد اجتماع في مدينة ميونيخ يوم 13 يوليو 2009 لوضع خطة نهائية لتنفيذ المشروع.
في شهر يوليو 2013، انفصلت مؤسسة ديزيرتيك غير الربحية عن باقي الشركاء التسعة عشر (19) الآخرين في المبادرة الصناعية، متعللة بأنها «لم تعد مرتاحة للأهداف التجارية التي عبرت عنها الأطراف المشاركة» في المشروع. وبعدها بأيام، تمت إقالة أغلايا فيلاند، المدير التنفيذي لمبادرة ديزيرتيك الصناعية، الذي يعتبر من أكبر المُروّجين لفكرة تصدير الطاقة البديلة لأوروبا، من منصبه وتولى المدير العام بول فون سون قيادة الشركة لوحده.
الذي صرح بأن المشروع كان يُركّـز قبل أربعة أعوام على استيراد الطاقة من بلدان شمال إفريقيا، والآن تم التخلي عن هذه الطريقة في التفكير. فأصبحت المؤسسة غير الربحية لديزيرتيك تحظى بدعم قوي من حكومة ألمانيا، بينما مبادرة ديزرتيك الصناعية تضم في صفوفها العديد من الشركات المتعددة الجنسيات.
كان للاضطرابات الاجتماعية والسياسية دور في عرقلة مخططات مشروع ديزيرتيك. حيث فرض الربيع العربي بعض التعديلات على سياسة المشروع. إذ تم الإقرار بأنه يُمكن لأوروبا استخدام ديزيرتيك كوسيلة في سياستها الخارجية لدعم استقرار منطقة شمال إفريقيا عند تراجع إنتاج النفط.

## منتقدين
أوجدت جدل أكثر مما كان متوقع وإن كان مشروع قائم على الطاقة النظيفة، منتقديه يقولون أن البرنامج وسيلة لتوسيع الاعتماد على الطاقة الخارجية مثلما يحصل مع النفط، وبالنسبة لآخرين يمكن أن يعتبر شكلاً جديداً من الاستعمار.

## وصلات خارجية
- مشروع «دزرتك»
- شمس الصحراء الغربية طاقة لأوروبا
- ديزرتيك للطاقة تثير جدلا ألمانياً